# Baijiu d'arròs
Baijiu d'arròs (xinès simplificat: 米白酒, pinyin: Mǐ Báijiǔ, literalment 'Licor blanc d'arròs'), és una varietat de beguda destil·lada popular a la Xina, pròpia del sud del país. A diferència d'altres varietas de baijiu, es destil·la de l'arròs més que no pas del sorgo o altres cereals. Aquest baijiu també té una fragància característica a arròs i és produeix majoritàriament a les províncies de Zhejiang, Jiangxi, Fujian i Jiangsu, tot i que el Mi baijiu de Jiangsu és realment una varietat de Huangjiu.
Cal no confondre'l amb el Mijiu, o licor d'arròs, a partir del qual es pot destil·lar el Baijiu d'arròs.